# Odontobatrachus fouta
Odontobatrachus fouta é uma espécie de anfíbio anuro da família Odontobatrachidae. Está presente na Guiné. A UICN classificou-a como pouco preocupante.